# Сумчаста райка велика
Сумчаста райка велика (Gastrotheca ovifera) — вид земноводних з роду Сумчаста райка родини Американські райки.

## Опис
Загальна довжина досягає 10 см. Горда трохи стиснута. Морда загострена. Очні дуги підняті. Очі глибоко посаджені. Тулуб товстий, кремезний. Задні кінцівки довші за передні. Усі лапи добре розвинені. Загальне забарвлення однотонне: бежеве або світло—оливкове.

## Спосіб життя
Полюбляє тропічні та субтропічні ліси, гірську місцину. Зустрічається на висоті від 800 до 1800 м над рівнем моря. Активна вночі. Живиться комахами.
У сезон дощів самиця відкладає 15 яєць діаметром 1 см. Вони багаті на жовток. Яйця розташовані у виводковій сумці. У пуголовок, що розвиваються всередині яйця, розвиваються зовнішні зябра, які нагадують квіти в'юнка на двох тоненьких довгих «стеблинках».

## Розповсюдження
Мешкає у Венесуелі.